# Mariana Montes
Mariana Montes, argentinska plesalka tanga, * 5. marec 1979, Buenos Aires.
Mariana je znana plesalka argentinskega tanga. Plesno kariero je začela že v mladih letih v argentinski folklori. Od leta 1997 živi v Parizu in sodeluje s plesalcem Sebastianom Arcejem, s katerim kot plesalca in učitelja nastopata in poučujeta na mnogih internacionalnih festivalih tanga po vsem svetu. Skupaj s Sebastianom sta ustvarila plesno predstavo Piazzoleando in v sodelovanju s slavnim plesalcem tanga nueva Chichom sta koreografa in plesalca v plesni predstavi Exodo Tangueado.